# Kodak Retina

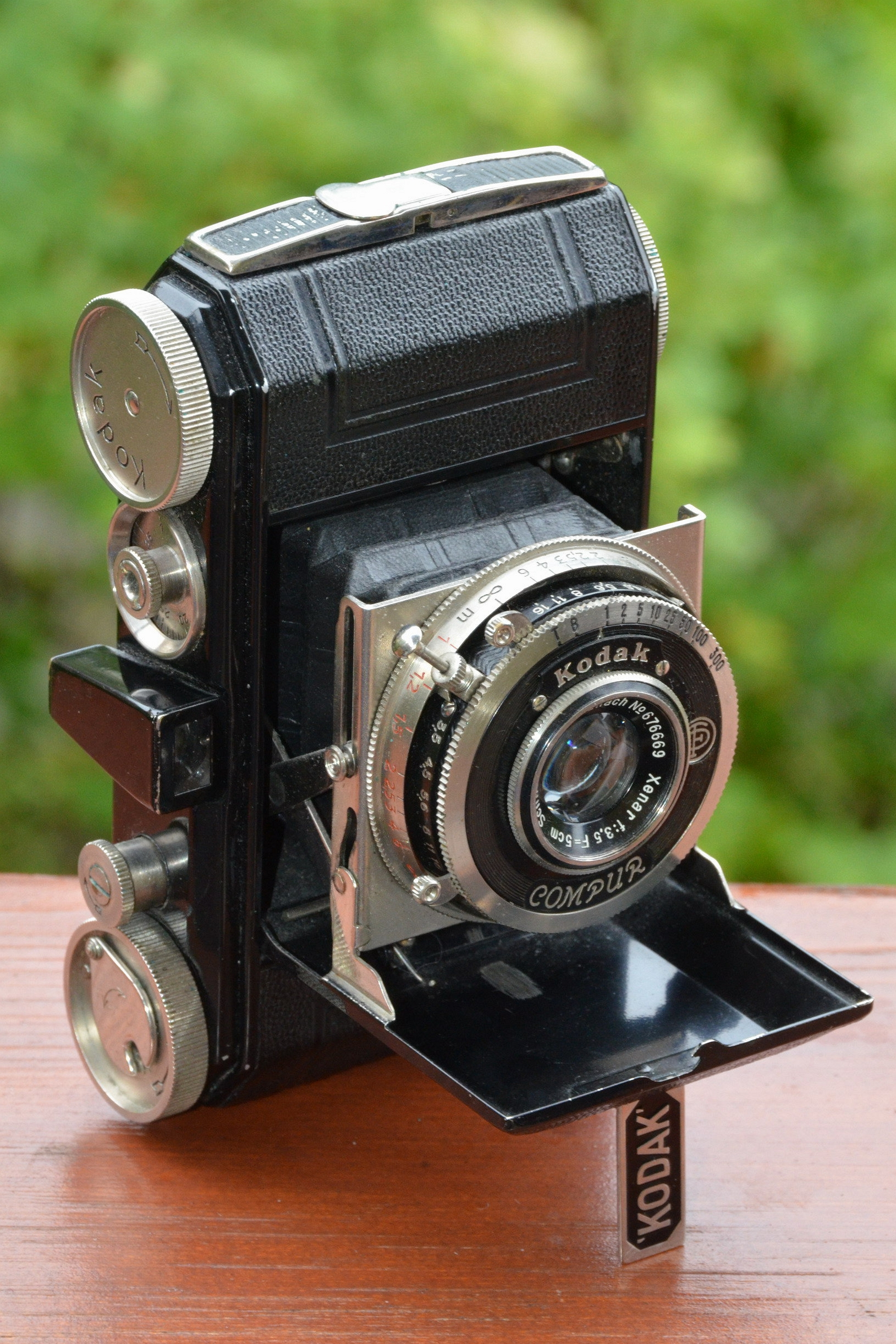
Kodak Retina (Type 117), 1934-1935 ("Retina original")

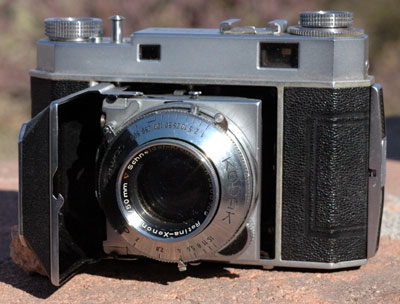
1949 Kodak Retina II (Type 014)

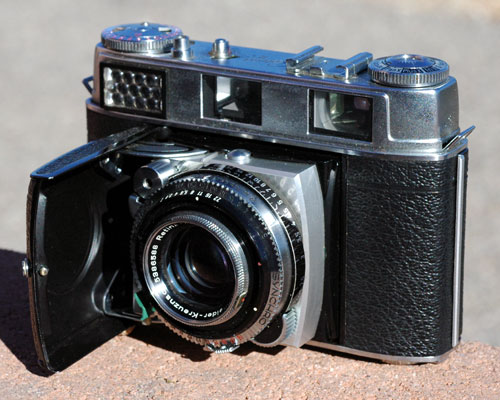
Kodak Retina IIIC (1957-1960)

Kodak Retina désigne une série d'appareils photographiques de format 35 mm du fabricant américain Kodak. Les Retina étaient fabriqués à Stuttgart en Allemagne par Nagel Kamerawerk, entreprise que Kodak avait acquise en 1931. La série Retina était réputée pour sa taille compacte, sa qualité et son faible coût par rapport à ses concurrents. La série conserve une forte popularité encore aujourd'hui. Le premier Retina sort en 1934. La série Retina continue jusqu'en 1969 avec une variétés de modèles à soufflets ou sans soufflets, comprenant le Retina Reflex SLR.
En parallèle, Kodak sort une ligne d'appareils photographiques avec des objectifs et/ou des obturateurs moins chers, la série Retinette.

## Historique
Le premier Retina, un compact à soufflet, qui utilise pour l'une des premières fois la version « 135 » du format 35 mm, est suivi par deux autres modèles en 1936. Le Retina I, le plus populaire des deux, est, pour l'essentiel, identique au précédent. Le Retina I est le plus souvent équipé d'un objectif 50 mm f/3.5 Retina-Xenar de chez Schneider Kreuznach et d'un obturateur Compur ou Compur-Rapid. Le Retina II était le modèle supérieur incluant un télémètre.
Les Retina Ia et Retina IIa de 1951 sont similaires à leur prédécesseur respectif, mais ils sont dotés d'une synchronisation du flash et de leviers d'armement et d'avance de la pellicule à la place des boutons. Les élégants Retina Ib et Retina IIc arrivent en 1954, de même que le Retina IIIc, qui est un Retina IIc avec un posemètre au sélénium. La cinquième et dernière génération de Retina à soufflet (avec un suffixe en lettre majuscule), comprenant les Retina IIC, Retina IIIC, et, équipé d'un métreur, Retina IB, est introduite en 1957.
Kodak a vendu un certain nombre de grands appareils sans soufflet (principalement avec télémètres automatiques) sous le label Retina entre 1958 et 1966.
Il y a également une série Retina Reflex SLRs produite entre 1957 et1966. Le dernier appareil portant le nom de la série Retina est un appareil à boitier en plastique, le Retina S1 et le Retina S2, produit de 1966 à 1969. Kodak produit la série Retinette pendant la même période.

## Modèles

### Le premier modèle: Kodak Retina Type 117

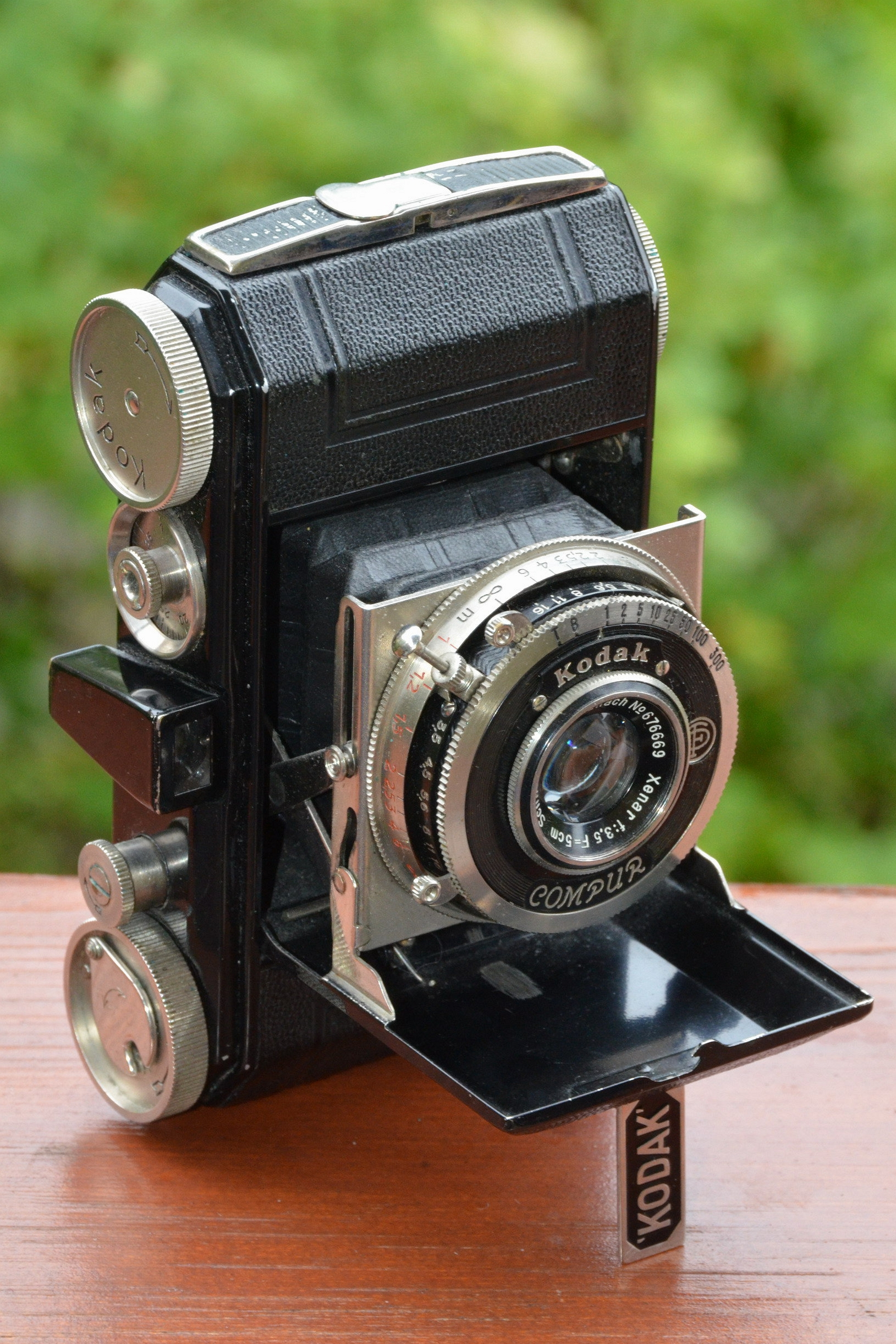
Kodak Retina Type 117

Le Kodak Retina type 117 est un appareil photographique fabriqué par la société Kodak de 1934 à 1935. Il est connu pour avoir été le premier appareil à utiliser la cartouche 35mm à chargement à la lumière du jour ("Daylight Loading Cartridge") de Kodak. Il a été remplacé en 1935 par le Retina type 118

#### Spécifications
Type : Appareil 35 mm.
Plage de vitesses: Poses T, B, 1 seconde, 1/2 s, 1/5 s, 1/10 s, 1/15 s, 1/25 s, 1/50 s, 1/100 s, 1/300 s.
Objectif : Schneider-Kreuznach Xenar F: 5 cm, f / 3,5.
Matériau(x) de fabrication : métal, verre pour la lentille.

### À soufflet
- Retina (1934-1936)
- Retina I (1936-1950)
- Retina Ia (1951-1954)
- Retina Ib (1954-1957)
- Retina IB (1957-1960)
- Retina II (1936-1950)
- Retina IIa (1951-1954)
- Retina IIc (1954-1957)
- Retina IIC (1957-1958)
- Retina IIIc (1954-1957)
- Retina IIIC (1957-1960)

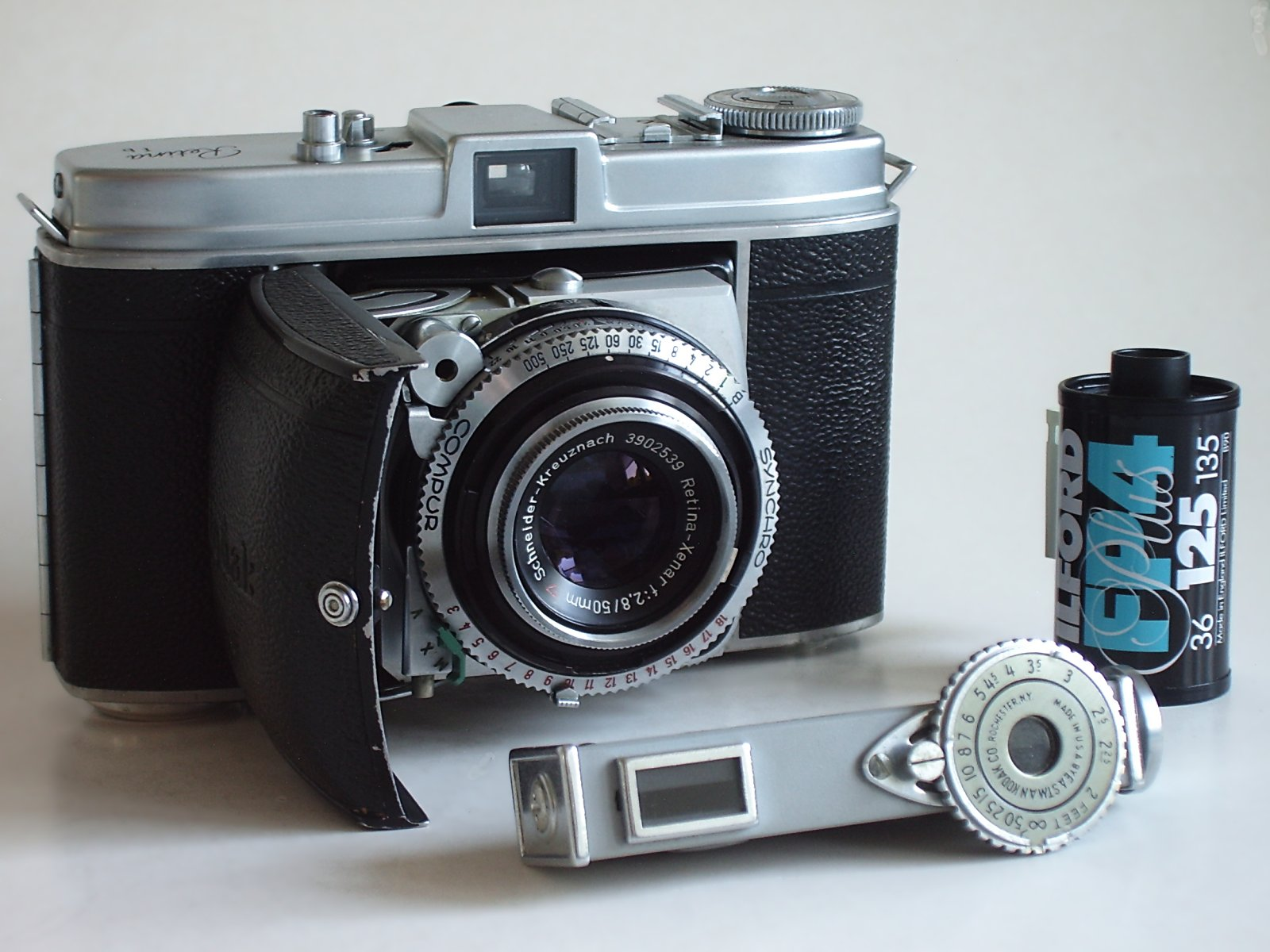
Kodak Retina Ib avec télémètre
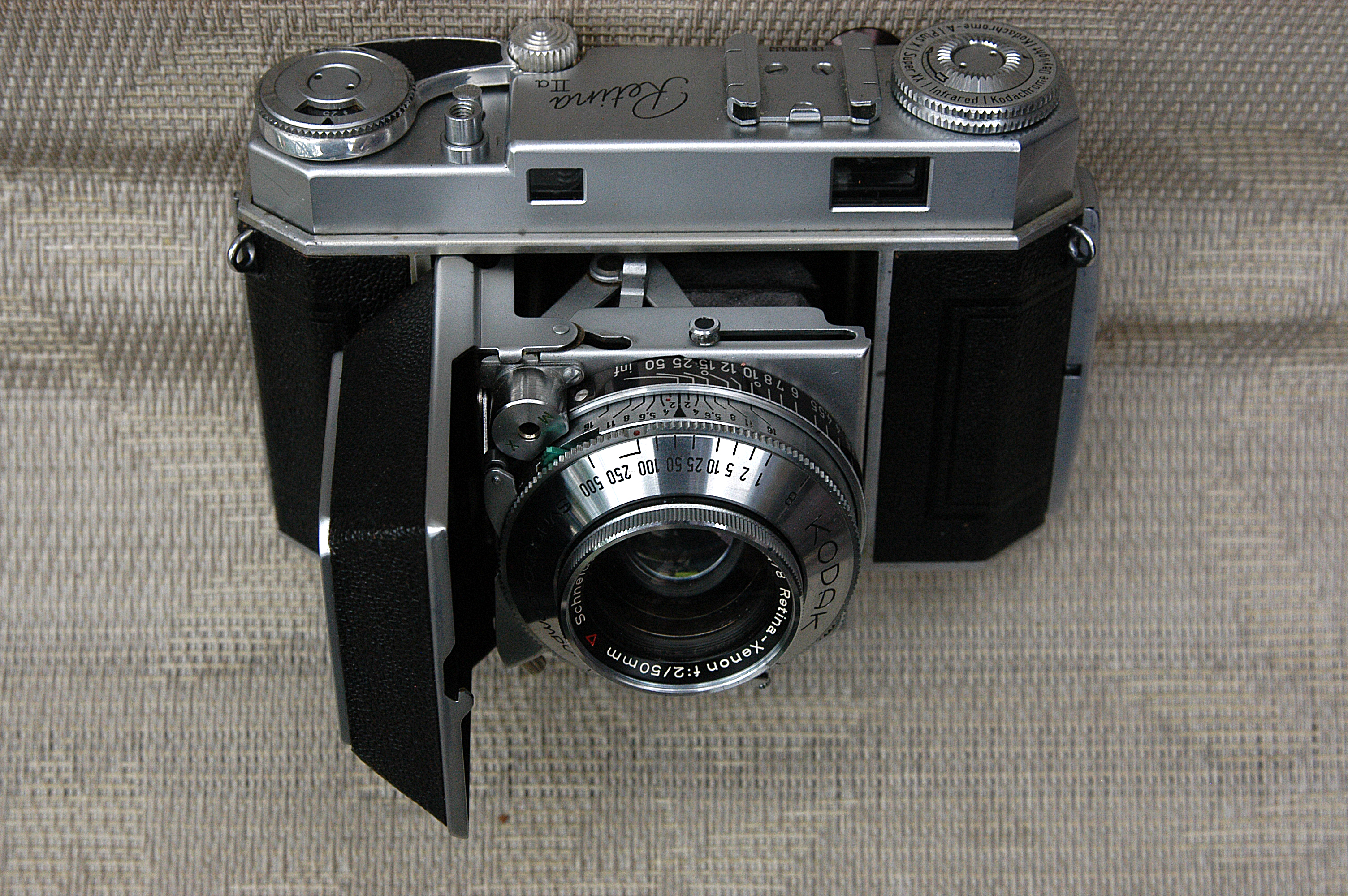
1951-1954 Kodak Retina IIa
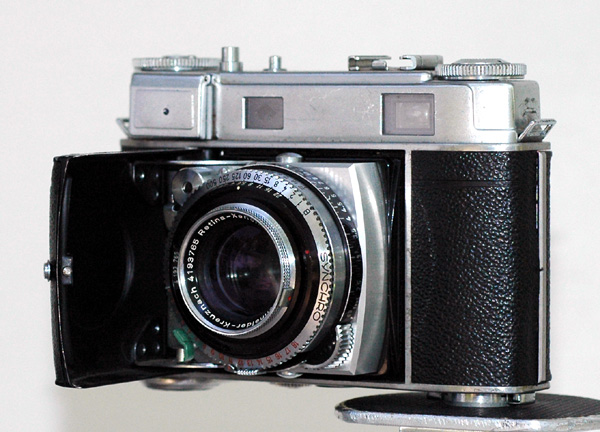
1954–1957 Kodak Retina IIIc

### Sans soufflet
- Retina IIIS (1958-1960)
- Retina IIS (1959-1960)
- Retina Automatic I (1960-1962)
- Retina Automatic II (1960-1962)
- Retina Automatic III (1960-1963)
- Retina I BS (1962-1963)
- Retina IF (1963-1964)
- Retina IIF (1963-1964)
- Retina S1 (1966-1969)
- Retina S2 (1966-1969)

### Reflex mono-objectif (SLR)
- Retina Reflex (1957-1958)
- Retina Reflex S (1959-1961)
- Retina Reflex III (1961-1964)
- Retina Reflex IV (1964-1966)